# Omarosa Manigault-Stallworth
Omarosa Manigault-Stallworth, född som Omarosé Onee Manigault den 5 februari 1974 i Youngstown, Ohio, är en amerikansk kommunikatör, dokusåpadeltagare och politisk medarbetare.
Under 1990-talet arbetade Omarosa i Vita huset hos dåvarande vicepresident Al Gore i Clintons kabinett. 2004 deltog Omarosa i den första säsongen av Donald Trumps ledarskapssåpa The Apprentice, där hon kom på åttonde plats. Hon har även varit med i en säsong av serien Surreal Life.
I juli 2016 började Omarosa arbeta för den republikanska presidentkandidaten Donald Trumps kampanj i presidentvalet 2016. Trump vann presidentvalet och tillträdde som USA:s president den 20 januari 2017. Omarosa började därefter arbeta som politisk medarbetare inom kommunikation för Trump i Vita huset.
Den 13 december 2017, meddelade Vita huset Omarosas avgång.